# Monte Hamiguitan
Monte Hamiguitan es una montaña situada en la provincia de Dávao Oriental en las Filipinas. Tiene una altura de 1.620 metros (5.314,96 pies). La montaña y sus alrededores tiene una de las poblaciones de vida silvestre más diversas en las Filipinas. Entre la fauna que se encuentra en la zona destacan las águilas filipinas y varias especies de Nepenthes. Algunos de estos últimos, como el peltata Nepenthes, son endémicos de la zona. La montaña tiene el único bosque protegido en Filipinas, con una superficie aproximada de 2.000 hectáreas.
En 2014, la Unesco eligió el Santuario de fauna y flora salvaje de la cadena del monte Hamiguitan como Patrimonio de la Humanidad.